# Staurois parvus
Espèce
Statut de conservation UICN

 VU  : Vulnérable
Staurois parvus est une espèce d'amphibiens de la famille des Ranidae.

## Répartition
Cette espèce est endémique de Malaisie orientale dans le Nord de l'île de Bornéo. Elle se rencontre, :
- dans le Nord de l'État du Sarawak ;
- dans l'État du Sabah.

## Taxinomie
Cette espèce a été considérée dans le passé comme synonyme de Staurois tuberilinguis. Toutefois elle est désormais considérée comme une espèce à part entière comme l'ont confirmé des analyses ADN.

## Publication originale
- Inger & Haile, 1959 : « Two new frogs from Sarawak ». Sarawak Museum Journal, vol. 9, p. 270–276.